# Diecezja Grand Rapids
Diecezja Grand Rapids (ang. Diocese of Grand Rapids, łac. Dioecesis Grandormensis) – diecezja Kościoła rzymskokatolickiego w metropolii Detroit w Stanach Zjednoczonych. Obejmuje jedenaście hrabstw w zachodniej części stanu Michigan. Została erygowana 19 maja 1882 roku, zaś obecne granice uzyskała 19 grudnia 1970. Patronem diecezji jest św. Andrzej. 

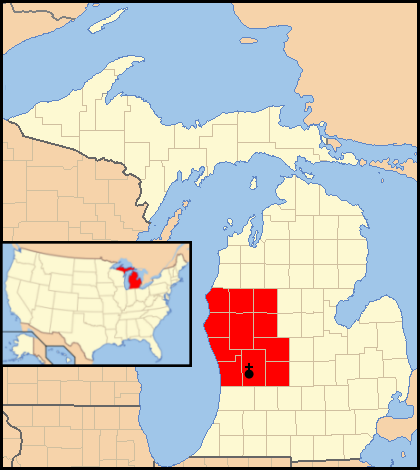
Terytorium diecezji zaznaczone na mapie stanu Michigan